# Solandergatan

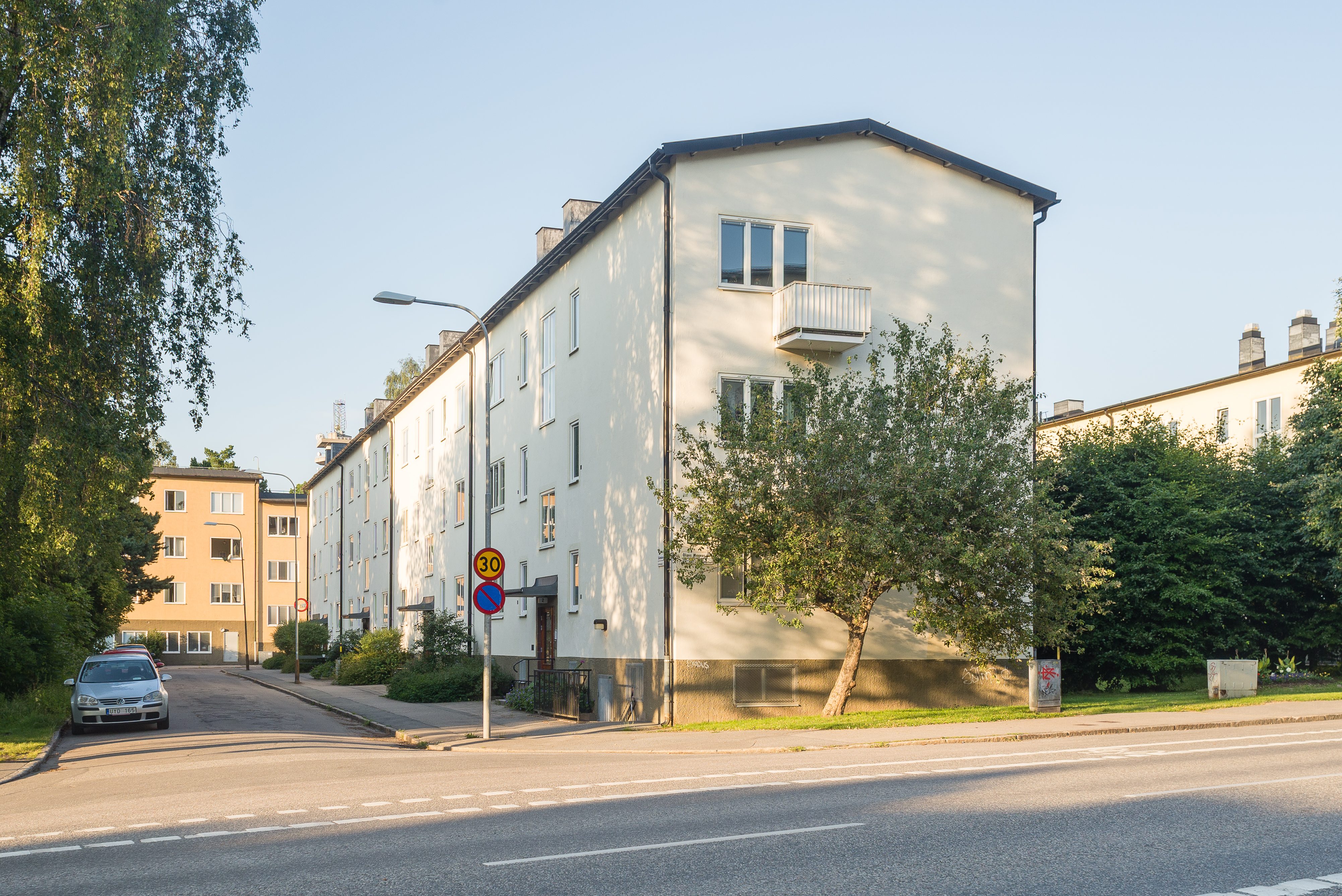
Solandergatan i juli 2020.

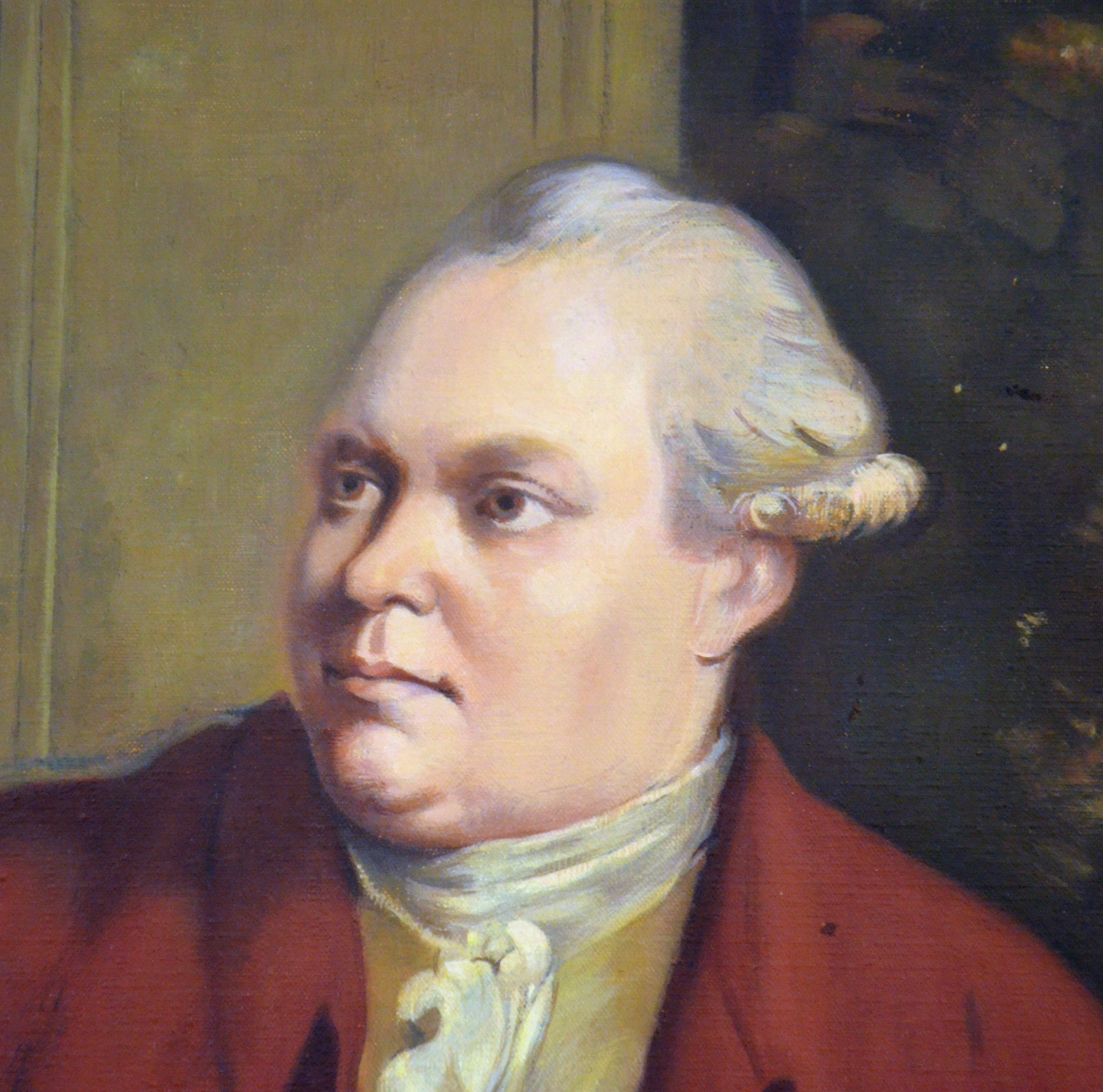
Porträtt av Daniel Solander.

Solandergatan är en liten gata i Hammarbyhöjden i sydöstra Stockholm. Gatan är en smalhusstadsliknande väg med tidstypiska 1930-tals hus och har postorten Johanneshov. I närheten av Solandergatan låg avrättningsplatsen Galgbacken.
Gatan fick sitt namn 1932 efter Daniel Solander som var en svensk botaniker, naturforskare, naturhistoriker, upptäcktsresande och lärjunge till Carl von Linné. 